# Tavazzano con Villavesco
Tavazzano con Villavesco es una localidad y comune italiana de la provincia de Lodi, región de Lombardía, con 5.966 habitantes.

## Evolución demográfica
| Gráfica de evolución demográfica de Tavazzano con Villavesco entre 1861 y 2001 |
|                                                                                |
| Fuente ISTAT - elaboración gráfica de Wikipedia                                |